# Monitor Audio

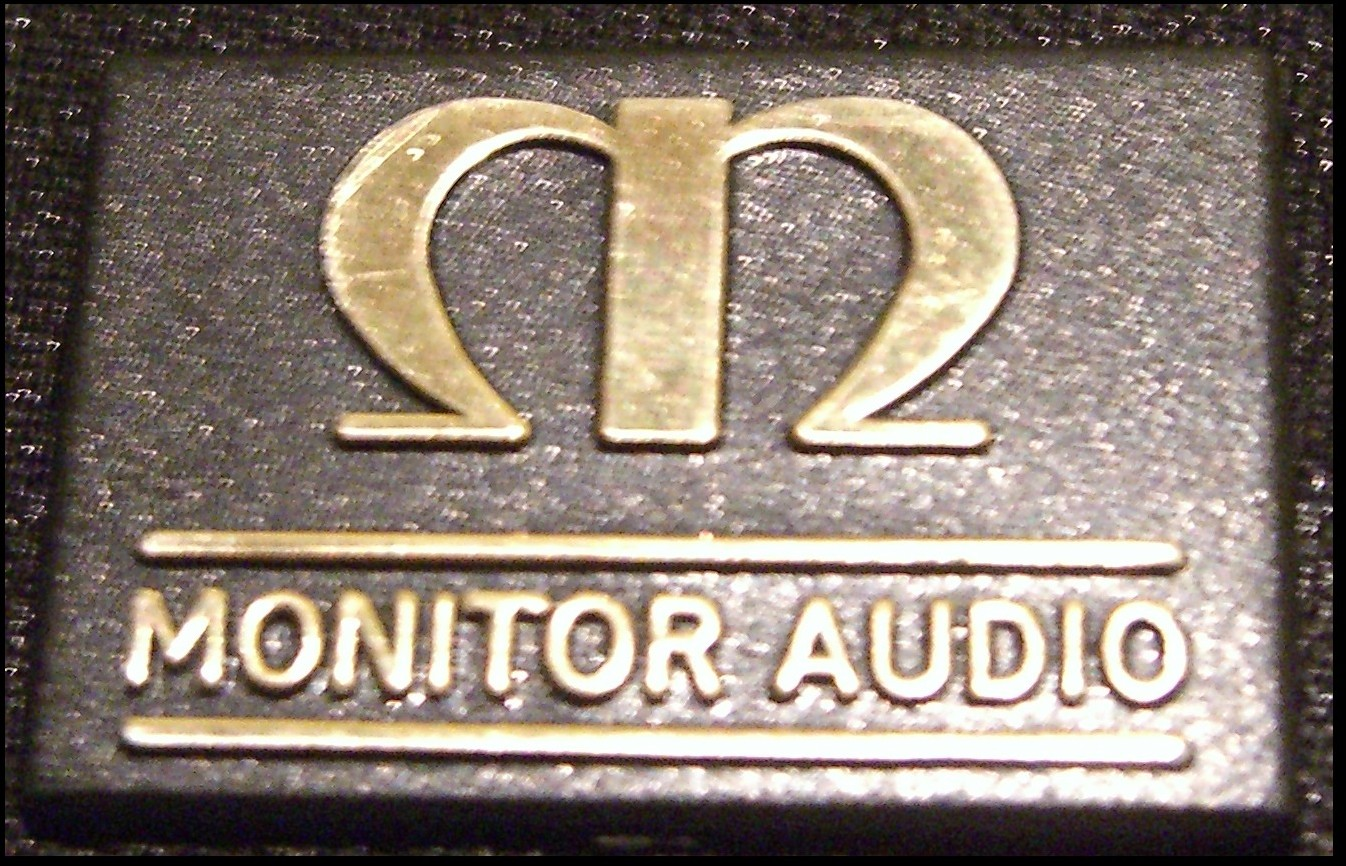
Logo von Monitor Audio

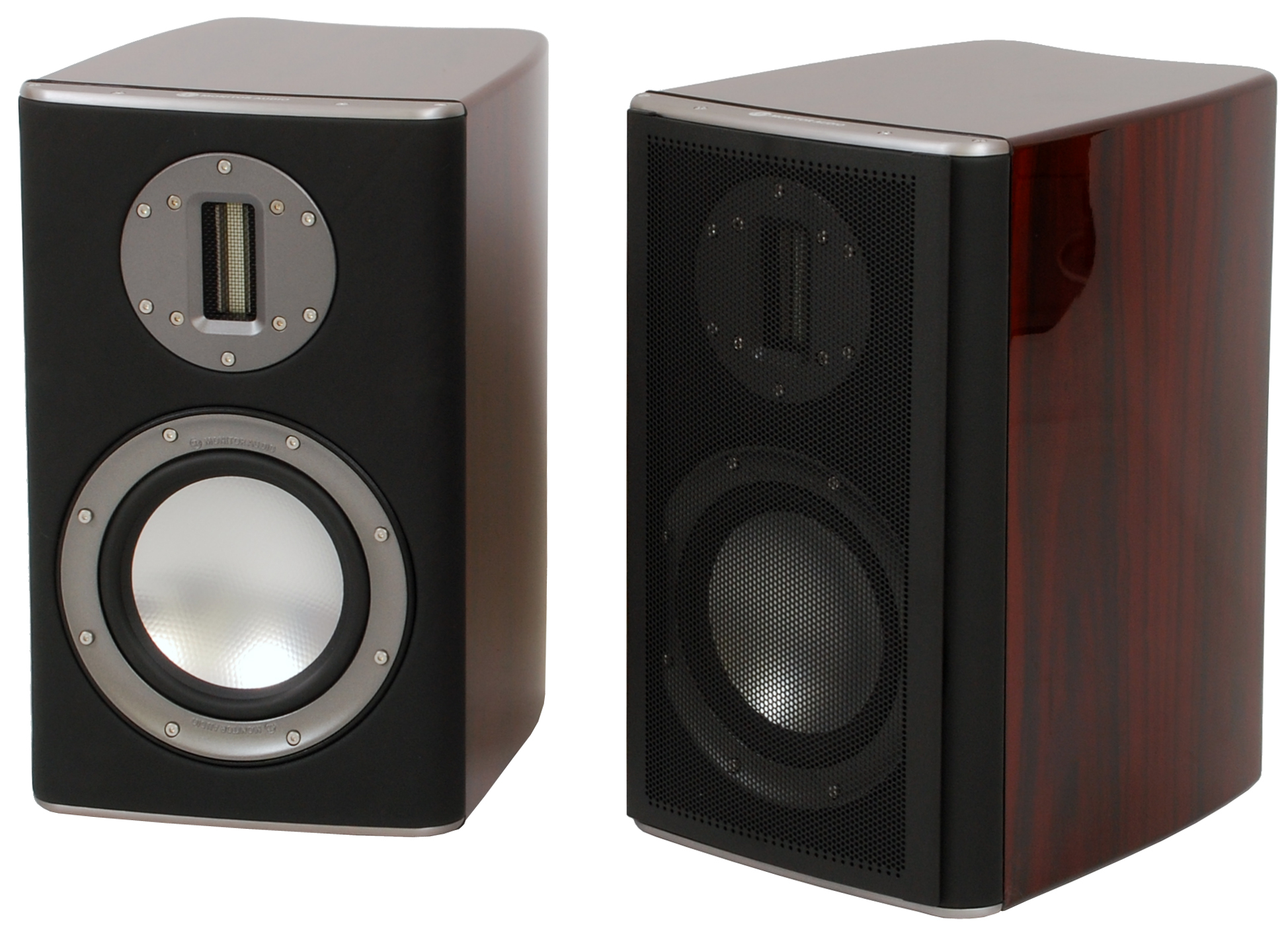
Monitor Audio Platinum 100

Monitor Audio ist ein britischer Hersteller von Lautsprecherboxen, der durch seine goldfarbenen Metallhochtöner sowie Eigenkonstruktionen im Tief-Mitteltonbereich bekannt geworden ist.

## Historie
Monitor Audio wurde 1972 von Mo Iqbal in Cambridge gegründet und zog gegen Ende des 20. Jahrhunderts sukzessive nach Rayleigh, Essex um.
Zeitweise hatte man auch andere Hifi-Produkte, z. B. einen Schallplattenspieler, im Programm. Heute produziert und entwickelt man auch iPod-Dockingstationen und DAB-Radios als Ergänzung. Monitor Audio ist heute in über 70 Ländern präsent.
Monitor Audio entwickelt und produziert alle Chassis, die zum Einsatz kommen, selbst und setzte als erster auch im Heim-Hifi-Bereich Lautsprecher mit Metallmembranen bzw. Metallmixmembranen (Sandwichbauweise) ein. Derartige Metallmembranen, wie sie Ted Jordan seit den frühen 1960er Jahren auf den Weg gebracht hatte, fanden zuvor eher als Breitbänder in der Beschallungstechnik Anwendung.
Monitor Audio wurde 1997 im Zuge eines Management-Buy-out in der Nachfolge geregelt und ist im Besitz von britischen Privatpersonen. Monitor Audio in Deutschland war bis 2009 Bestandteil der Monitor Audio Ltd. Danach erfolgte der Management-Buy-out des deutschen Firmensitzes in Willich unter dem Vertriebsnamen M.A.D. 2013 erfolgte der Umzug nach Heiligenhaus bei Düsseldorf. Im April 2016 wechselte der deutsche Vertrieb zu taurus High-End aus Hamburg, bis es im Juli 2018 einen erneuten Vertriebswechsel zur Pannes Vertriebs KG aus Bad Segeberg gab.

## Auszeichnungen
Monitor Audio Lautsprecher erlangten zahlreiche internationale und nationale Auszeichnungen, unter anderem:
- 2006 wurde der High-End Award der Audio und der High End Society in der Kategorie Home Theater – Value for money in München vergeben.[1]
- 2009–2010 wurde das radius-HD-Set mit dem EISA-Award in der Kategorie HT Loudspeaker in Berlin ausgezeichnet.[2]
- Im Jahr 2013 hat Monitor Audio für das Design der MASS-Serie einen red dot design award erhalten.[3]

Weitere Testsiege bzw. vordere Plätze wurden in den bekannten Fachpublikationen erzielt.

## Aktuelle Modellreihen

### Sound-Linie
- Platinum 3G
- Gold 6G
- Silver 7G
- Bronze 6G

### Design-Linie
- Mass
- Radius
- Apex
- Studio

## Weitere Produkte
- airstream
- i-deck

## Eingestellte Produkte
- MA
- PMC
- Ruby
- Baby
- Vector
- Monitor
- Studio
- Bronze
- Bronze B
- Bronze R
- Silver
- Silver i
- Silver S
- Silver RS
- Silver RX
- Gold Reference
- Gold Signature
- Radius
- Radius HD